# Binn
Binn é uma comuna da Suíça, no Cantão Valais, com cerca de 144 habitantes. Estende-se por uma área de 65,14 km², de densidade populacional de 2 hab/km².  Confina com as seguintes comunas: Baceno (IT-VB), Ernen, Formazza (IT-VB), Grengiols, Reckingen-Gluringen. 
A língua oficial nesta comuna é o Alemão.

## Património
- Igreja paroquial de São Miguel (de 1560)
- Ponte de pedra de Binn.